# 德安之战
德安之战，发生于生于南宋德安府（今湖北省安陆市）境内。宋高宗绍兴二年（1132年）六月，南宋襄阳府郢州镇抚使李横发动叛乱，借故率郢州、随州、邓州等地兵马进攻德安府。叛军在德安城西北制造天桥用以渡过城外护城河，然后准备攻城。南宋德安府、复州、汉阳军镇抚使陈规率军民据城抵抗。叛军为了快速攻下德安城投入了大量的抛石机，据说能够投出近90公斤的石弹。陈规端坐城楼指挥宋军作战，腿被叛军射出的石弹击伤后也面不改色。李横围城70余日，城中粮饷不继，陈规以自己家中的财物劳军以鼓舞士气。叛军攻城不下，派人进城告知陈规，愿得城内妓女而撤军，被陈规拒绝。八月十八日，叛军因为对护城河的填埋不够牢固而造成天桥塌陷。陈规乘机派出60名士兵出西门，由2-3人操作一杆竹制火枪，共计约“长竹竿火枪二十余条”，成功焚烧了叛军的天桥。之后宋军又使出火牛阵，一举击退了叛军，德安于是成功解围。
陈规发明使用的竹制火枪，是世界上有记录最早投入实战的射击性管形火器（五代十国时期的敦煌壁画中已经出现了管形火器），在世界军事史上有着相当重要的地位。这种竹制火枪由长竹竿制成，在竹筒内填充火药，交战中从竹筒后部点火，以燃烧的火药向目标射击，而火药可喷出几丈之远。